# Raffaele Cadorna (1889-1973)
Raffaele Cadorna (Pallanza, 12 settembre 1889 - Verbania, 20 dicembre 1973) è stato un generale italiano, noto in particolare per aver comandato il Corpo Volontari della Libertà, struttura di coordinamento dei partigiani italiani attivi durante la Seconda guerra mondiale. Fu decorato con la Bronze Star Medal, decorazione militare degli Stati Uniti. Dal 1948 al 1963 fu senatore della Repubblica italiana per la Democrazia Cristiana e nel gruppo misto.

## Biografia

### Famiglia
Raffaele Cadorna nacque il 12 settembre 1889 a Pallanza, provincia di Novara, figlio di Giovanna Balbi e di Luigi Cadorna, futuro capo di stato maggiore del Regio Esercito durante la Prima guerra mondiale, e quindi nipote di Raffaele Cadorna, da cui prende il nome, generale e comandante delle truppe italiane durante la presa di Roma, il 20 settembre 1870. Era anche era imparentato con il senatore Giacomo Balbi Piovera, fratello di suo nonno materno. Raffaele crebbe infatti in una famiglia di illustri tradizioni militare .

### Carriera militare

#### Prima guerra mondiale
Dopo aver compiuto gli studi classici presso l'Istituto sociale di Torino e il collegio "Rosmini" di Domodossola, frequentò il corso allievi ufficiali di cavalleria presso l'Accademia militare di Modena. Si classificò al primo posto nel corso e il 19 settembre 1909 fu nominato sottotenente e inviato al reggimento Lancieri di Firenze, quindi nella cavalleria. Nel 1911 partecipò alla Guerra italo-turca e fu con il suo reggimento in Libia; per il suo comportamento e impegno ricevette fu decorato di Medaglia di bronzo al valor militare, mentre il 19 settembre 1912 fu promosso tenente. Rientrato in Italia fu per un breve periodo a fianco del padre, divenuto nel 1914 capo di Stato Maggiore dell'esercito, ma allo scoppio della Prima guerra mondiale fu rimandato al reggimento. Poiché nei primi mesi di guerra la cavalleria era destinata a restare inoperosa, Cadorna richiese il trasferimento in fanteria per poter essere nei reparti impegnati in combattimento. Fu invece chiamato presso lo Stato Maggiore, ma non gli mancarono in tale ufficio occasioni per compiere ricognizioni al fronte e stare al fianco delle truppe combattenti. Trovandosi in trincee avanzate, Cadorna diede prova di coraggio al punto da guadagnarsi la promozione a capitano, in data 26 giugno 1916, e tre medaglie d'argento .

#### Anni 1920 e 1930
Dopo la disfatta di Caporetto, fu vicino al padre, amareggiato per la propria sostituzione al comando dell'esercito, fu infatti sostituito dal generale Armando Diaz. Alla fine della guerra, Raffaele si recò ad Innsbruck con le truppe italiane che occupavano il Tirolo. Nel maggio 1920 fu inviato a Berlino come membro della Commissione militare interalleata incaricata di controllare l'applicazione da parte della Germania delle clausole militari dei trattato di Versailles. Durante il soggiorno tedesco, Cadorna ebbe modo di esprimere nelle lettere al padre impressioni e valutazioni sulla situazione locale, con interessanti annotazioni sull'insorgente sentimento revanscista tedesco e i primi movimenti reazionari. Significativo è altresì il duro giudizio sull'impresa dannunziana di Fiume, definita "ultimo sudicio episodio di guerra civile, senza senso né costrutto" (lettera del 24 ottobre 1920, in La Riscossa, p. 26) .

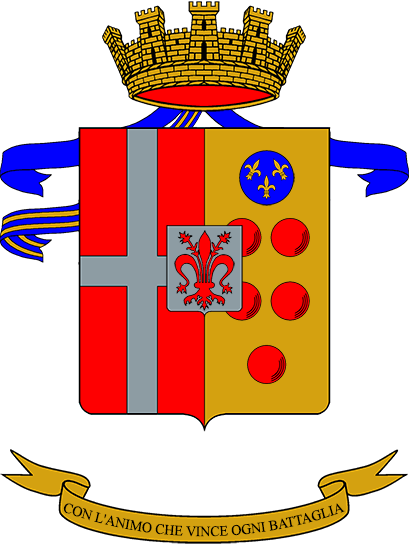
Lo stemma del Reggimento "Lancieri di Firenze", attivo al 7 ottobre 1995.

Nel 1924, Cadorna fece ritorno in Italia e fu quindi al comando di uno squadrone del reggimento Savoia Cavalleria fino al 1926. Promosso maggiore il 31 marzo 1926, prestò servizio presso l'Ispettorato di cavalleria di Roma. Tenente colonnello dal 1° gennaio 1929, nel dicembre fu inviato a Praga come addetto militare presso la legazione italiana, dove rimase fino all'ottobre 1934. Al suo rientro assunse il comando di gruppo presso il reggimento Lancieri di Firenze di stanza a Ferrara. Lo storico Marziano Brignoli osservò che "fu in questi anni che si precisò la scelta politica di Raffaele Cadorna. Fascista, in realtà, non lo era stato mai. Fedele ai valori del Risorgimento, del "regime" non sopportava il pesante e rozzo illiberalismo, l'avventurismo politico, la sostanziale incuria per l'Esercito, la pomposa retorica". Il sentimento di avversione al fascismo maturò anche grazie all'apertura culturale e politica che al Cadorna derivava sia dal lungo soggiorno in altri paesi europei, sia dall'amicizia familiare con illustri esponenti dell'antifascismo, come Luigi Albertini e Tommaso Gallarati Scotti. A ciò si aggiunga il giudizio negativo del Cadorna sulla politica militare dei fascismo, espresso in occasione della guerra d'Etiopia .
Nominato colonnello il 1° settembre 1937, assunse il comando dei reggimento Savoia Cavalleria a Milano, continuando a non far mistero della propria avversione al fascismo. Nel gennaio 1941 fu nominato comandante della Scuola di applicazione di cavalleria di Pinerolo .

#### Seconda guerra mondiale
Promosso generale di brigata il 1° luglio 1941, Raffaele Cadorna non fu destinato al comando di un reparto operativo, presumibilmente per le sue posizioni politiche. A capo della scuola, si batté per la motorizzazione della cavalleria e per l'adeguamento dell'arma alle esigenze della guerra moderna, riuscendo ad attuare significative trasformazioni che portarono alla costituzione di unità meccanizzate e corazzate. Nel contempo, l'andamento sfavorevole per l'Italia degli eventi bellici rafforzò in Raffaele la convinzione che occorresse al più presto far cadere il fascismo. Con tale intento si rivolse agli ambienti della corona, sollecitando in particolare il principe ereditario Umberto di Savoia .
Nel maggio 1943 fu trasferito a Ferrara al comando della divisione di cavalleria corazzata Ariete, dove qui ebbe contatti con esponenti dell'antifascismo che gli si erano rivolti al fine di capire quale sarebbe stata la risposta dell'esercito nei confronti di una eventuale iniziativa volta a provocare la caduta dei regime. Il 25 luglio 1943, Benito Mussolini venne sfiduciato dal Gran consiglio del fascismo e re Vittorio Emanuele III accettò le sue dimissioni, mentre Cadorna si trovava ancora a Ferrara ma il mese successivo ricevette l'ordine di trasferirsi con la sua divisione a Roma, dove avrebbe dovuto partecipare alla difesa della capitale dai possibili attacchi tedeschi. L'assenza di precise direttive e di un piano coordinato da parte dello Stato Maggiore dell'esercito, mise in gravi difficoltà la divisione Ariete che, il 9 settembre, si trovò a fronteggiare le truppe tedesche. Dopo l'occupazione di Roma e lo scioglimento della divisione, Raffaele Cadorna fu ricercato dalla polizia fascista, e iniziò l'azione cospirativa in contatto con il colonnello Montezemolo, comandante dei Fronte militare clandestino di Roma .
Sandro Pertini, futuro presidente della Repubblica italiana, ricorderà in seguito che Cadorna sarebbe stato accettato dai partiti del comitato di liberazione come comandante dell'esercito partigiano proprio in ragione dei fatti dell'8 settembre.  Di diversa e negativa opinione sull'operato di Cadorna in Roma erano invece alcuni ambienti militari, che lo criticavano per non aver sostenuto i Granatieri di Sardegna, impegnati nella difesa del settore sud occidentale durante la difesa della capitale, e per "assenteismo" durante l'occupazione tedesca susseguente, non avendo egli preso il comando di un gruppo di partigiani .

Bandiera del CLN

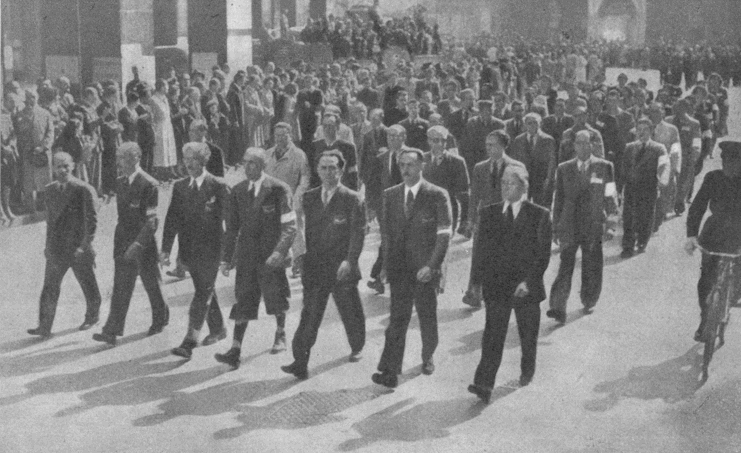
Il Comando generale del CVL apre la sfilata del 6 maggio 1945 a Milano; da sinistra Mario Argenton, Giovanni Battista Stucchi, Ferruccio Parri, Raffaele Cadorna, Luigi Longo, Enrico Mattei, Fermo Solari.

Per meglio conoscere la consistenza e le prospettive del movimento di Resistenza in Alta Italia, nel dicembre il Cadorna prese contatti con i rappresentanti del Comitato di liberazione nazionale dell'Alta Italia (CLNAI), Ferruccio Parri, Alfredo Pizzoni e Giuseppe Dozza. Nel giugno 1944 dopo la liberazione di Roma, su richiesta dei CLNAI, il governo Bonomi e gli alleati richiesero la presenza di Cadorna nel Nord come consigliere militare del movimento di Resistenza. La notte dell'11 agosto fu paracadutato in Val Cavallina, nel Bergamasco, dove lo attendeva un distaccamento di Fiamme verdi che lo condusse a Milano. Sorsero ben presto contrasti sulle funzioni che il Cadorna avrebbe dovuto svolgere, se quella di semplice consigliere militare oppure quella di effettivo comandante del Corpo dei volontari della libertà (CVL). Per la prima ipotesi propendevano i partiti di sinistra, mentre la seconda era sostenuta dai liberali, dal governo di Roma, dagli alleati e dallo stesso Cadorna. Dopo lunghe discussioni fu trovato un accordo: Cadorna assumeva il comando del CVL affiancato però da due vicecomandanti: l'azionista Parri e il comunista Luigi Longo. L'intesa raggiunta non appianò però le divergenze tra Cadorna, sostenitore di una condotta strettamente militare della lotta partigiana, e gli esponenti dei partiti, che rappresentavano la maggioranza delle formazioni in armi e che rivendicavano gli obiettivi eminentemente politici della Resistenza. Nel febbraio 1945, contrario al progetto, sostenuto da comunisti e azionisti, di unificazione delle formazioni partigiane (che secondo lui avrebbe sancito la prevalenza dei partiti sul piano militare), il Cadorna presentò le dimissioni, ritirate al raggiungimento di un nuovo accordo per il quale il comandante del CVL, appoggiato dagli alleati e dal governo, riuscì ad ottenere maggior autonomia nei confronti del CLNAI .

#### Ultimi anni e morte

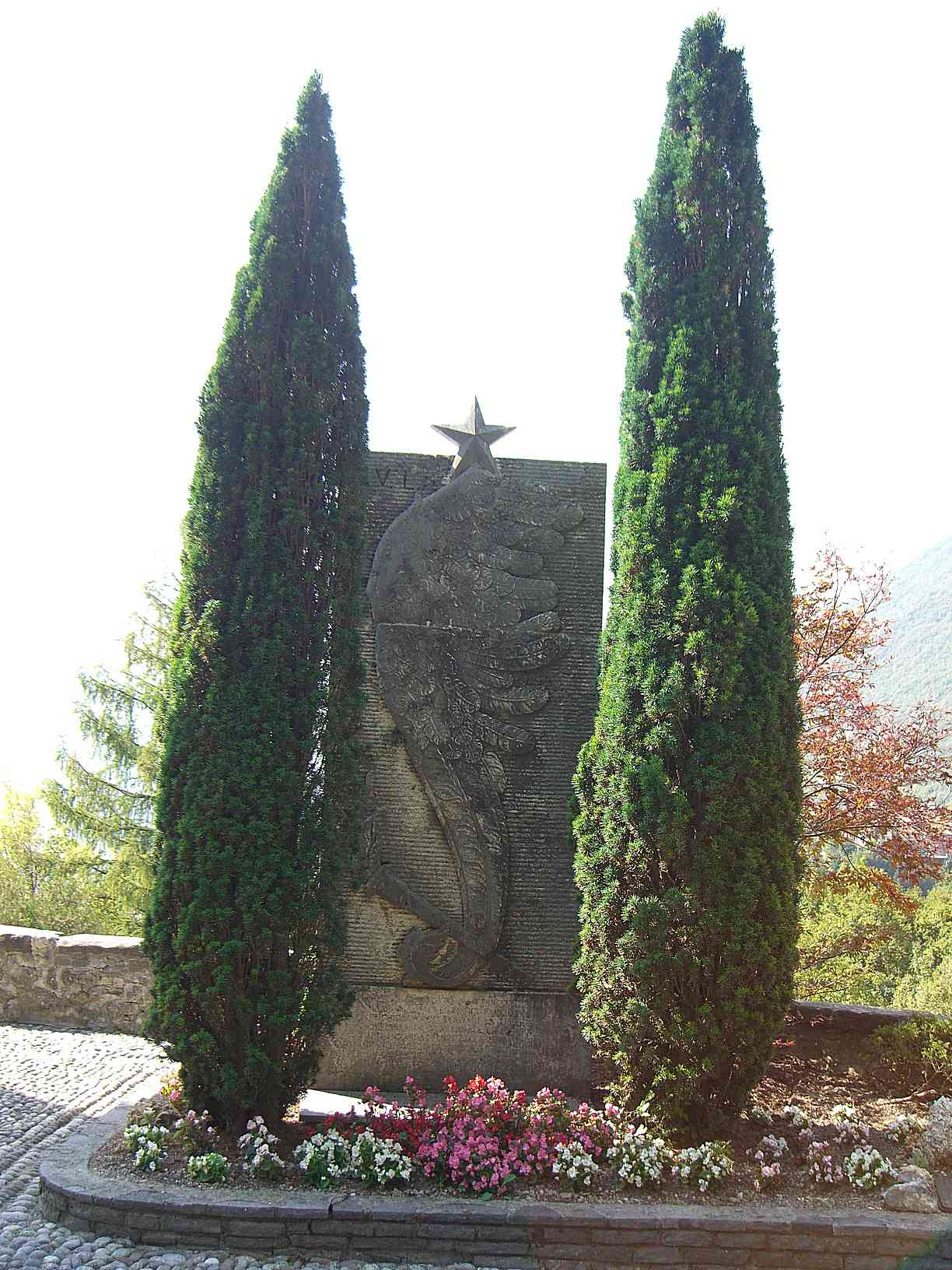
Lapide che ricorda l'incontro di Cadorna con rappresentanti della Resistenza italiana, 1944.

In qualità di comandante dell'esercito partigiano, Raffaele Cadorna trattò la resa delle truppe repubblichine. Promosso generale di divisione per meriti di guerra il 5 marzo 1945, dopo la Liberazione venne nominato, il 4 luglio 1945, capo di Stato Maggiore dell'esercito, la medesima carica che trent'anni prima aveva ricoperto il padre. Il 14 giugno 1945 gli venne consegnato dal generale Willis Crittenberger, comandante del IV Corpo d'Armata alleato, il Certificato al Patriota, riconoscimento attribuito ai partigiani che avevano contribuito alla lotta di Liberazione . Il 1° febbraio 1947, poiché non era stata accolta la sua richiesta per una chiara normativa che gli assegnasse specifiche responsabilità, Cadorna si dimise, abbandonando anche la carriera militare; il 30 giugno 1949 ebbe però la nomina a generale di corpo d'armata. A luglio 1947 fu chiamato come presidente della "Fondazione Corpo Volontari della Libertà" e nel marzo 1948 fu eletto presidente della neo-costituita Federazione Italiana Volontari della Libertà e lo sarebbe rimasto fino al 1960 .
Nell'aprile 1948 fu eletto senatore come indipendente nella liste della Democrazia Cristiana. Si iscrisse al gruppo misto e fu presidente della commissione difesa. In quegli anni fu promosso generale di corpo d'armata della riserva. Confermato al Senato nel 1953, fu primo dei non eletti alle elezioni del 1958 ma rientrò a palazzo Madama, in sostituzione di Teresio Guglielmone, deceduto il 24 gennaio 1959. Dal 1961 fu ancora presidente della commissione difesa, fino a conclusione della legislatura nel 1963. Si ritirò nella sua casa di Pallanza. Dei suoi scritti militari va ricordato La riscossa. Dal 25 luglio alla Liberazione, Milano 1948. Raffaele Cadorna morì a Verbania il 20 dicembre 1973 .

## Ascendenza
|                                |                         |                                           | Genitori                          |  |  | Nonni |  |  | Bisnonni      |  |  | Trisnonni                                |  |
|                                |                         |                                           |                                   |  |  |       |  |  | Luigi Cadorna |  |  | Carlo Zaccaria Giovanni Battista Cadorna |  |
|                                |                         |                                           |                                   |  |  |       |  |  | Luigi Cadorna |  |  | Carlo Zaccaria Giovanni Battista Cadorna |  |
|                                |                         | Laura Bianchini                           |                                   |  |  |       |  |  | Luigi Cadorna |  |  |                                          |  |
| Raffaele Cadorna               |                         |                                           |                                   |  |  |       |  |  | Luigi Cadorna |  |  |                                          |  |
|                                |                         | Virginia Bossi di Musso                   | Giovanni Bossi di Musso           |  |  |       |  |  |               |  |  |                                          |  |
|                                |                         | Virginia Bossi di Musso                   | Giovanni Bossi di Musso           |  |  |       |  |  |               |  |  |                                          |  |
|                                |                         | Virginia Bossi di Musso                   | Clara Rossini                     |  |  |       |  |  |               |  |  |                                          |  |
| Luigi Cadorna                  |                         | Virginia Bossi di Musso                   |                                   |  |  |       |  |  |               |  |  |                                          |  |
|                                |                         | Giannantonio Zoppi                        | Ottavio Zoppi                     |  |  |       |  |  |               |  |  |                                          |  |
|                                |                         | Giannantonio Zoppi                        | Ottavio Zoppi                     |  |  |       |  |  |               |  |  |                                          |  |
|                                |                         | Giannantonio Zoppi                        | Isabella Porzelli Della Valle     |  |  |       |  |  |               |  |  |                                          |  |
| Clementina Zoppi               |                         | Giannantonio Zoppi                        |                                   |  |  |       |  |  |               |  |  |                                          |  |
|                                |                         | Matilde Cunegonda Calcamuggi De Feruffini | Ottaviano Calcamuggi De Feruffini |  |  |       |  |  |               |  |  |                                          |  |
|                                |                         | Matilde Cunegonda Calcamuggi De Feruffini | Ottaviano Calcamuggi De Feruffini |  |  |       |  |  |               |  |  |                                          |  |
|                                |                         | Matilde Cunegonda Calcamuggi De Feruffini | Onorata Baronis Di Santena        |  |  |       |  |  |               |  |  |                                          |  |
| Raffaele Cadorna               |                         | Matilde Cunegonda Calcamuggi De Feruffini |                                   |  |  |       |  |  |               |  |  |                                          |  |
|                                | Giacomo Francesco Balbi | Francesco Maria Balbi                     |                                   |  |  |       |  |  |               |  |  |                                          |  |
|                                | Giacomo Francesco Balbi | Francesco Maria Balbi                     |                                   |  |  |       |  |  |               |  |  |                                          |  |
|                                | Giacomo Francesco Balbi | Tommasina Spinola                         |                                   |  |  |       |  |  |               |  |  |                                          |  |
| Francesco Maria Balbi Senarega | Giacomo Francesco Balbi |                                           |                                   |  |  |       |  |  |               |  |  |                                          |  |
|                                |                         | Adelaide Marta Operon                     | …                                 |  |  |       |  |  |               |  |  |                                          |  |
|                                |                         | Adelaide Marta Operon                     | …                                 |  |  |       |  |  |               |  |  |                                          |  |
|                                |                         | Adelaide Marta Operon                     | …                                 |  |  |       |  |  |               |  |  |                                          |  |
| Maria Giovanna Balbi Senarega  |                         | Adelaide Marta Operon                     |                                   |  |  |       |  |  |               |  |  |                                          |  |
|                                |                         | Domenico Pallavicini                      | Stefano Ludovico Pallavicini      |  |  |       |  |  |               |  |  |                                          |  |
|                                |                         | Domenico Pallavicini                      | Stefano Ludovico Pallavicini      |  |  |       |  |  |               |  |  |                                          |  |
|                                |                         | Domenico Pallavicini                      | Maria Spinola                     |  |  |       |  |  |               |  |  |                                          |  |
| Maria Maddalena Pallavicini    |                         | Domenico Pallavicini                      |                                   |  |  |       |  |  |               |  |  |                                          |  |
|                                |                         | Luigia Corsi                              | Giuseppe Antonio Corsi            |  |  |       |  |  |               |  |  |                                          |  |
|                                |                         | Luigia Corsi                              | Giuseppe Antonio Corsi            |  |  |       |  |  |               |  |  |                                          |  |
|                                |                         | Luigia Corsi                              | …                                 |  |  |       |  |  |               |  |  |                                          |  |
|                                |                         | Luigia Corsi                              |                                   |  |  |       |  |  |               |  |  |                                          |  |

## Nella cultura di massa

### Filmografia
Nel film del 1974 Mussolini ultimo atto, diretto da Carlo Lizzani, Cadorna è interpretato da Giuseppe Addobbati.